# Johanna Setzer
Johanna Setzer (Viena, 29 de octubre de 1979) es una presentadora de televisión austríaca.

## Vida
Estudió publicidad y pedagogía en la Universidad de Viena. Desde el año 2004 es una de las presentadoras del programa matinal de televisión Café Puls, emitido por ProSieben Austria, Sat.1 Österreich y Puls 4. En el año 2012 empieza a presentar el programa Millionär sucht Frau en la cadena Puls 4. Ha sido nominada tres veces para el premio Romy.